# Tour dei British and Irish Lions 1938
I British and Irish Lions, selezione di Rugby a XV delle Isole Britanniche, effettuano l'ultimo tour prima della seconda guerra. Loro meta è l'Africa Australe, Sudafrica in particolare. Si disputano tre "Test Match" con gli Springboks che escono vincitori con 2 vittorie su 3.
Per la prima volta, capitano dei Lions è un irlandese, Sam Walker.
A causa della guerra, bisognerà attendere il 1950 per rivedere i Lions in tournée.

## Il teamy
- Manager: Col. B.C. Hartley
- Estremi
- Vivian Jenkins (London Welsh)
- G.F. Grieve (Oxford University)
- Tre quarti
- Jim Unwi] (Rosslyn Park)
- Bill Clement (Llanelli)
- E.L. Jones (Llanelli)
- C.V. Boyle (Dublin University)
- R Leyland (Waterloo R.F.C.)
- Duncan Macrae(St. Andrew's University)
- Harry McKibbin (Queen's University, Belfast)
- B.E. Nicholson (Old Whitgiftians)
- Mediani
- F.J. Reynolds (Old Cranleighans)
- G.E. Cromey (Queen's University, Belfast)
- J.L. Giles (Coventry)
- Haydn Tanner (Swansea)
- C.J. Moran (Clontarf)
- Avanti
- S. Walker (Instonians) (captain)
- Eddie Morgan(Swansea)
- W.G. Howard (Old Birkonians)
- William 'Bunner' Travers (Newport)
- C.R.A. Graves (Wanderers FC Dublin)
- Paddy Mayne (Queen's University, Belfast)
- G.T. Dancer (Bedford)
- S.R. Couchman (Old Cranleighans)
- A.G. Purchas (Coventry)
- J.A. Waters (Selkirk)
- P.L. Duff (Glasgow Academicals)
- I Williams (Cardiff)
- Russell Taylor (Cross Keys)
- Robert Alexander (North of Ireland FC)

## Risultati
| East London 11 gennaio 1938 | Border | 8 – 11 | Gran Bretagna XV |  |

| Kimberley 15 gennaio 1938 | Griqualand West | 9 – 22 | Gran Bretagna XV |  |

| Città del Capo 18 gennaio 1938 | W.Prov.Town & Count. | 11 – 8 | Gran Bretagna XV |  |

| Proudshoorn 22 gennaio 1938 | South Western Districts | 10 – 19 | Gran Bretagna XV |  |

| Città del Capo 25 gennaio 1938 | Western Province | 21 – 11 | Gran Bretagna XV |  |

| Potchesfoom 29 gennaio 1938 | Western Transvaal | 9 – 26 | Gran Bretagna XV |  |

| Bloemfontein 2 luglio 1938 | Orange Free State | 6 – 21 | Gran Bretagna XV |  |

| Kronstad luglio 1938 | Orange F.S.Country | 3 – 18 | Gran Bretagna XV |  |

| Johannesburg 9 luglio 1938 | Transvaal | 16 – 9 | Gran Bretagna XV |  |

| Pretoria 13 luglio 1938 | Northern Transvaal | 12 – 20 | Gran Bretagna XV |  |

| Kimberley 16 luglio 1938 | Cape Province | 3 – 10 | Gran Bretagna XV |  |

| Salisbury 20 luglio 1938 | Rhodesia | 11 – 25 | Gran Bretagna XV |  |

| Bulawayo 23 luglio 1938 | Rhodesia | 11 – 45 | Gran Bretagna XV |  |

| Johannesburg 30 luglio 1938 | Transvaal | 9 – 17 | Gran Bretagna XV |  |

| Arbitro: | At Horak |

|                                                                |           |                         |
| mete: Harris SC Louw, Williams 2 trasf.: Brand 4 c.p.: Brand 2 | Marcatori | c.p.: Jenkins 3, Taylor |

| Durban 13 agosto 1938 | Northern Province | 26 – 8 | Gran Bretagna XV |  |

| Pietermaritzburg 17 agosto 1938 | Natal | 11 – 15 | Gran Bretagna XV |  |

| East London 20 agosto 1938 | Border | 11 – 19 | Gran Bretagna XV |  |

| Burgersdorp 24 agosto 1938 | North Eastern district | 3 – 42 | Gran Bretagna XV |  |

| Burgersdorp 27 agosto 1938 | Eastern Province | 5 – 6 | Gran Bretagna XV |  |

| Arbitro: | Johannes Strasheim |

|                                                                |           |           |
| mete: Bester du Toit, Lochner trasf.: Turner 2 c.p.: <Turner 2 | Marcatori | mete:Duff |

| Arbitro: | Nick Pretorius |

|                                                         |           |                                                                                  |
| mete: Bester Lotz, Turner trasf.: Turner 2 c.p.: Turner | Marcatori | mete: Alexander, Dancer Duff, Jones trasf.: McKibbin c.p.: McKibbin Drop: Grieve |